# Zorzines zelolypus
Zorzines zelolypus là một loài bướm đêm trong họ Noctuidae.